# Giáo phận Đại Lý
Giáo phận Đại Lý (tiếng Trung: 天主教大理教区; tiếng Latinh: Dioecesis Talianus) là một giáo phận của Giáo hội Công giáo Rôma ở Trung Quốc, nằm trong Giáo tỉnh Côn Minh.
Vào năm 2000, Tòa Thánh bổ nhiệm Lôrensô Trương Văn Xương làm Giám quản Tông tòa Đại Lý. Ông đã giữ chức vụ này đến khi qua đời năm 2012.

## Lịch sử
- 22/11/1929: Giáo hội tự trị Đại Lý được tách ra từ Hạt Đại diện Tông tòa Vân Nam Phủ.
- 13/12/1931: Nâng cấp thành Hạt Phủ doãn Tông tòa Đại Lý.
- 1938: Nhà thờ chính tòa được xây bởi các nhà truyền giáo người Pháp.[2]
- 9/12/1948: Nâng cấp thành giáo phận Đại Lý.
- 1984: Nhà thờ chính tòa được xây dựng lại sau khi bị tàn phá trong cuộc Cách mạng Văn hóa.[2]

## Lãnh đạo giáo phận
- Giám mục Giáo phận Đại Lý
  - Giám mục Lucien Bernard Lacoste (9/12/1948 – 1983)
- Phủ doãn Tông tòa Đại Lý
  - Giovanni Battista Magenties (13/12/1935 – 1947)